# Спілка православних журналістів
ТОВ «Інформаційне агентство Спілка православних журналістів» (СПЖ) -інформаційне видання, УПЦ (МП). На офіційному сайті організації відсутні дані про саме підприємство, власників або редакцію. Значна частина матеріалів сайту підписана псевдонімами. ТОВ, основним видом діяльності якого вказано «надання інформаційних послуг».

## Історія
ТОВ «Інформаційне агентство Спілка православних журналістів» зареєстровано восени 2015 року. Офіційними власниками та засновниками станом на 31 травня 2018 року були Сабадаш Юрій Віталійович (внесок 192 200 грн, 62%), Діхтярук Наталія Миколаївна (внесок 58 900 грн, 19%), Яблучанський Максим Ашотович (внесок 58 900 грн, 19%). 2021 року двох останніх було видалено з числа засновників.
До 2023 року юридичним керівником організації була Піддубна Ганна Богданівна, у 2023 році її замінив Мельохін Владислав Анатолійович.
Справжнім власником журналісти називають Віктора Вишневецького, бізнесмена з Макіївки, компанії якого проходять у кримінальній справі про фінансування тероризму на Донбасі. 2013 року «Фокус» оцінив статки Вишневецького у $170,5 млн (№81 серед «200 найбагатших людей України»).
17 жовтня 2023 року цій структурі було присвоєно нову юридичну назву: ТОВ «О. М. С. В. П. Груп» .
Слідчим управлінням ГУ СБ України у Києві та області здійснюється досудове розслідування у кримінальному провадженні №22023101110000608 від 21 березня 2023 року.

## Діяльність
Основною діяльністю ТОВ із часом стала публікація матеріалів про конфлікти щодо переходів парафій із УПЦ (МП) до УПЦ КП та ПЦУ. У матеріалах видання вкрай негативно пише про УПЦ КП та ПЦУ і підтримує УПЦ (МП). Фактично є рупором УПЦ (МП). СПЖ також піддає критиці автокефалію і діяльність Православної церкви України. Видання неодноразово викривали на поширенні фейків.
25 січня 2017 року слідчі СБУ провели обшуки у одного з «журналістів» сайту.
У листопаді 2017 року СПЖ подала позов проти ГО «Детектор медіа», перед судом постали її працівники — Черненко Костянтин Євгенійович та Штейніков Сергій Володимирович, представником Мінкультури був Юраш Андрій Васильович. У позові мова йшлося про захист "ділової репутації" та спростування інформації, що. на думку представників СПЖ, була недостовірною. Позивач посилався на те, що інформація, розміщена на сайтах «Детектор Медіа», «Релігія в Україні» та «Антикор», була недостовірною та такою, що принижує репутацію СПЖ. 2019 року СПЖ програла цей суд.
У січні 2018 року в офісі сайту представниками організацій «С14», «Традиція і порядок» та «Сокіл» було виявлено фото- та відео- матеріали, де російська війна проти України називається "громадянською", а також іншу антиукраїнську агітацію.
За версією депутата Антона Геращенка, одним із учасників сайту в 2016 році міг бути скандальний журналіст В'ячеслав Піховшек.
У жовтні 2019 року в Афіни у третій день Архієрейського Собору Грецької церкви прибули представники УПЦ (МП), які роздавали учасникам Собору книжки з пропагандою проти ПЦУ напередодні її отримання нею Томоса. Після початку повномасштабного вторгнення Росії до України 2022 року з сайту вилучили розділ сайту про протидію переходам церковних громад УПЦ (МП) до ПЦУ.
У 2024 році деякі працівники СПЖ постали перед судом за антиукраїнську пропаганду. 13 березня 2024 року їм було оголошено про підозру.
12 березня 2024 року проведено обшуки у службових і житлових приміщеннях співробітників СПЖ, «Перший Козацький», Громадської спілки «Миряни» та «Центру правового захисту». Четверо так "журналістів", а саме протоієрей Чертилін Сергій Ігорович (бенефіціар і голова з 3.07.2023 створеної ним у Києві молодіжної організації "Пазл"), миряни УПЦ московського патріархату Андрій Овчаренко, Валерій Ступницький, Володимир Бобечко – були заарештовані та поміщені до СІЗО.
Також у статусі підозрюваних опинилися директор ТОВ «Перший козацький канал» Мойсієнко Микола Вікторович, і священник УПЦ московського патріархату Зощук Олексій Петрович, які на початку 2022 року виїхали з України, а також учасниця СПЖ Овчаренко Ірина Дмитрівна, 1978 р.н., що раніше жила в окупованому Донецьку, а згодом переїхала до Києва.
Приблизно з 2016 року до СПЖ мали відношення блогер з Сум Мельник Володимир Леонідович 1980 р.н., який невдовзі переїхав до Мадриду, та луганський публіцист Зеленський Олег Вікторович (н. 26.12.1983), автор книги про олігархів Луганщини «Труженики бизнеса»[джерело?].